# Echinocereus enneacanthus
Echinocereus enneacanthus  o pitahaya es una especie botánica de plantas en la familia de las Cactaceae. Es endémica de Sonora, Chihuahua, Coahuila de Zaragoza y Nuevo León en México; y Texas en Estados Unidos. Es una especie común en lugares localizados.

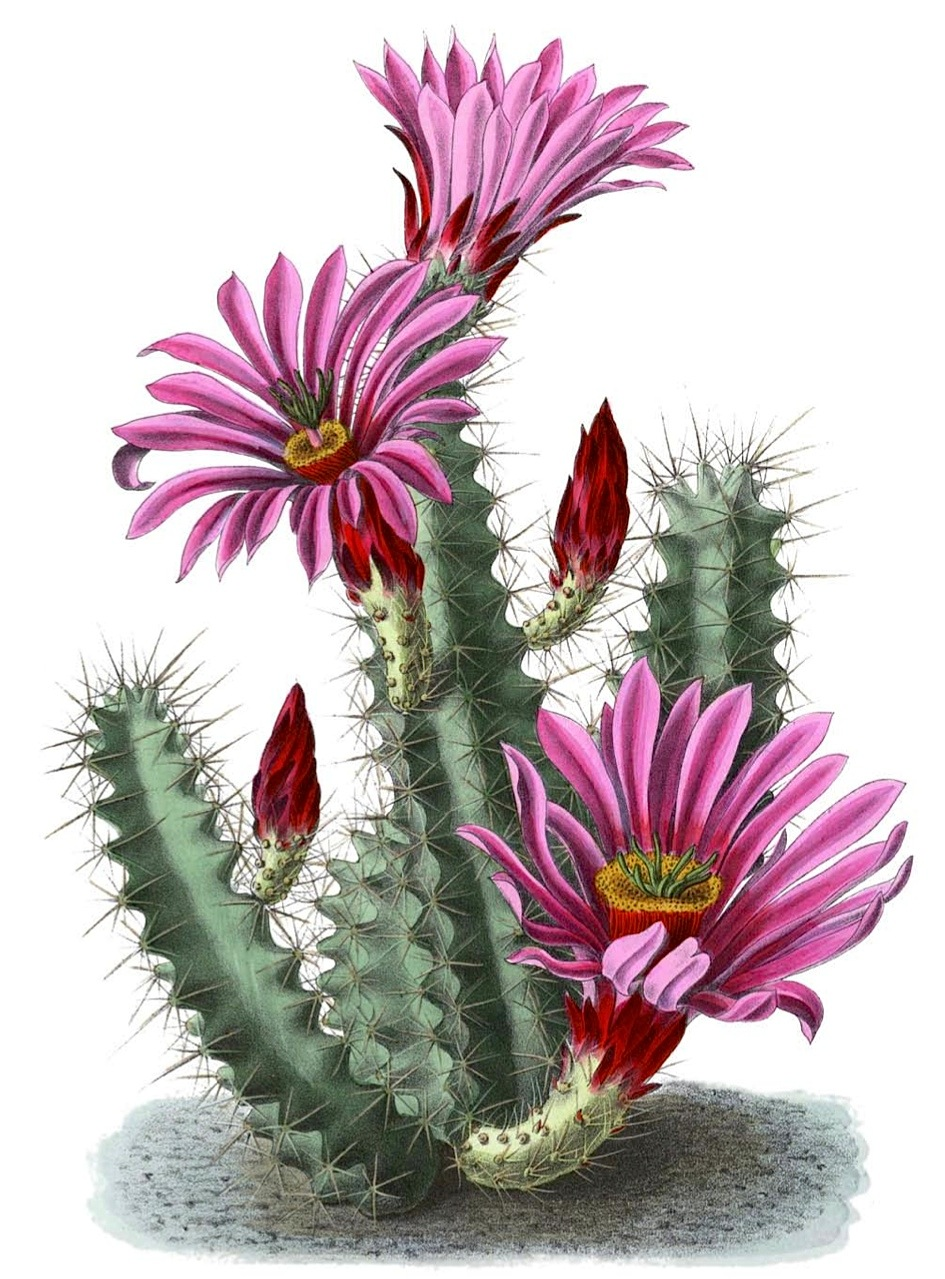
Ilustración

## Descripción
Es una planta perenne. Sus tallos son carnosos, con un hábito de crecimiento cilíndrico, y presentan una gran cantidad de espinas radiales y centrales. Echinocereus enneacanthus forma macollos con 30 a 200 tallos, de color verde claro, los cuales tienen una longitud de hasta 2 metros de largo y tiene un diámetro de 3,5 a 15 centímetros. Tiene siete a diez costillas. Los camellones de espinas centrales son de color amarillento a marrón o azul. Tienen una longitud de hasta 8 cm. Las 6 a 13 espinas radiales, blanquecinas a  color marrón son de hasta 4 cn
m de largo. Las flores con forma de embudo de color magenta, y tienen una garganta más oscura. Aparecen debajo de las puntas de los brotes y miden hasta 8 cm de largo y pueden alcanzar un diámetro de 8 a 12 cm. La fruta es redonda u oval y contiene  una carne rosa con sabor a fresas.

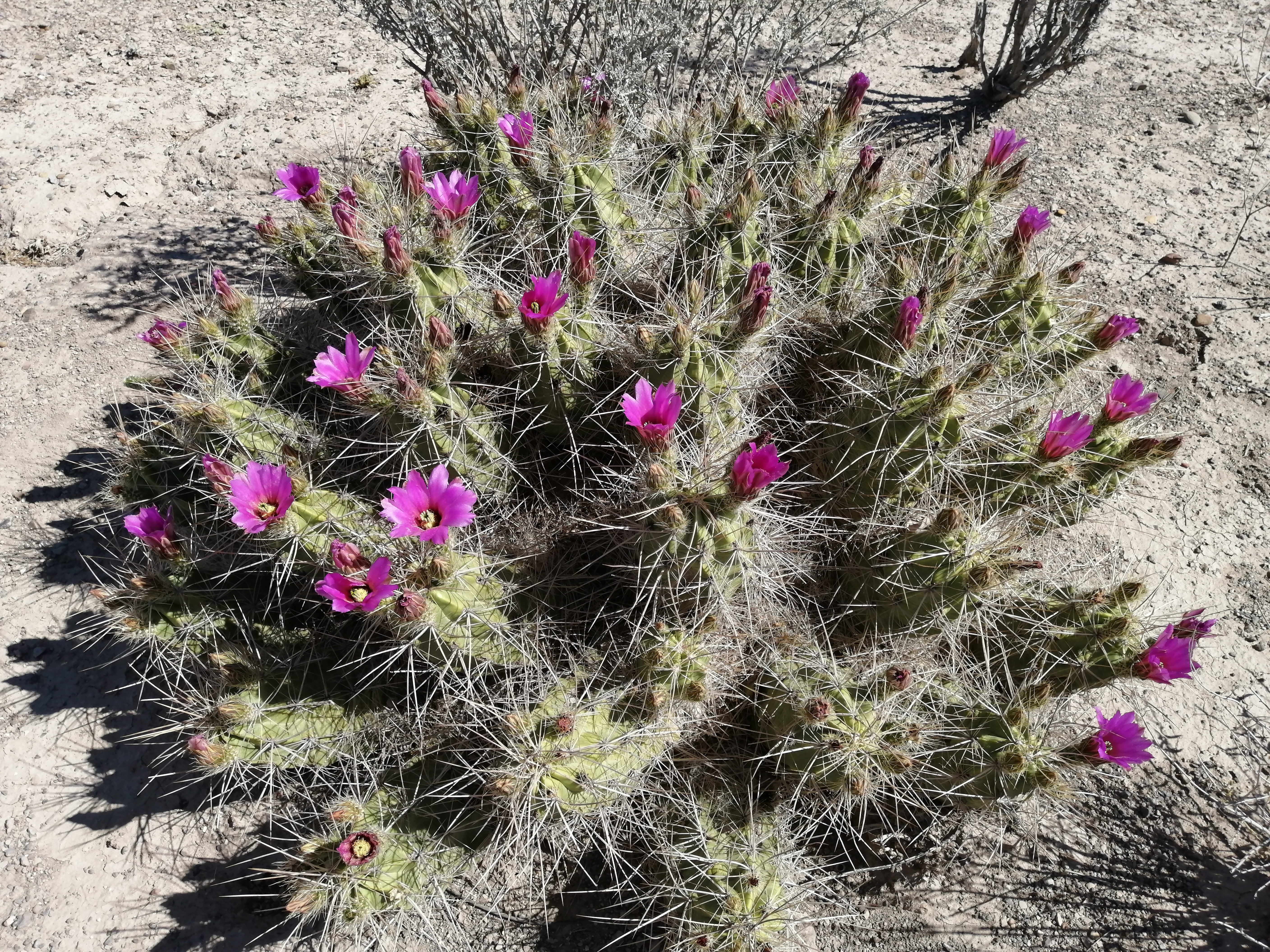
Echinocereus enneacanthus, en floración.

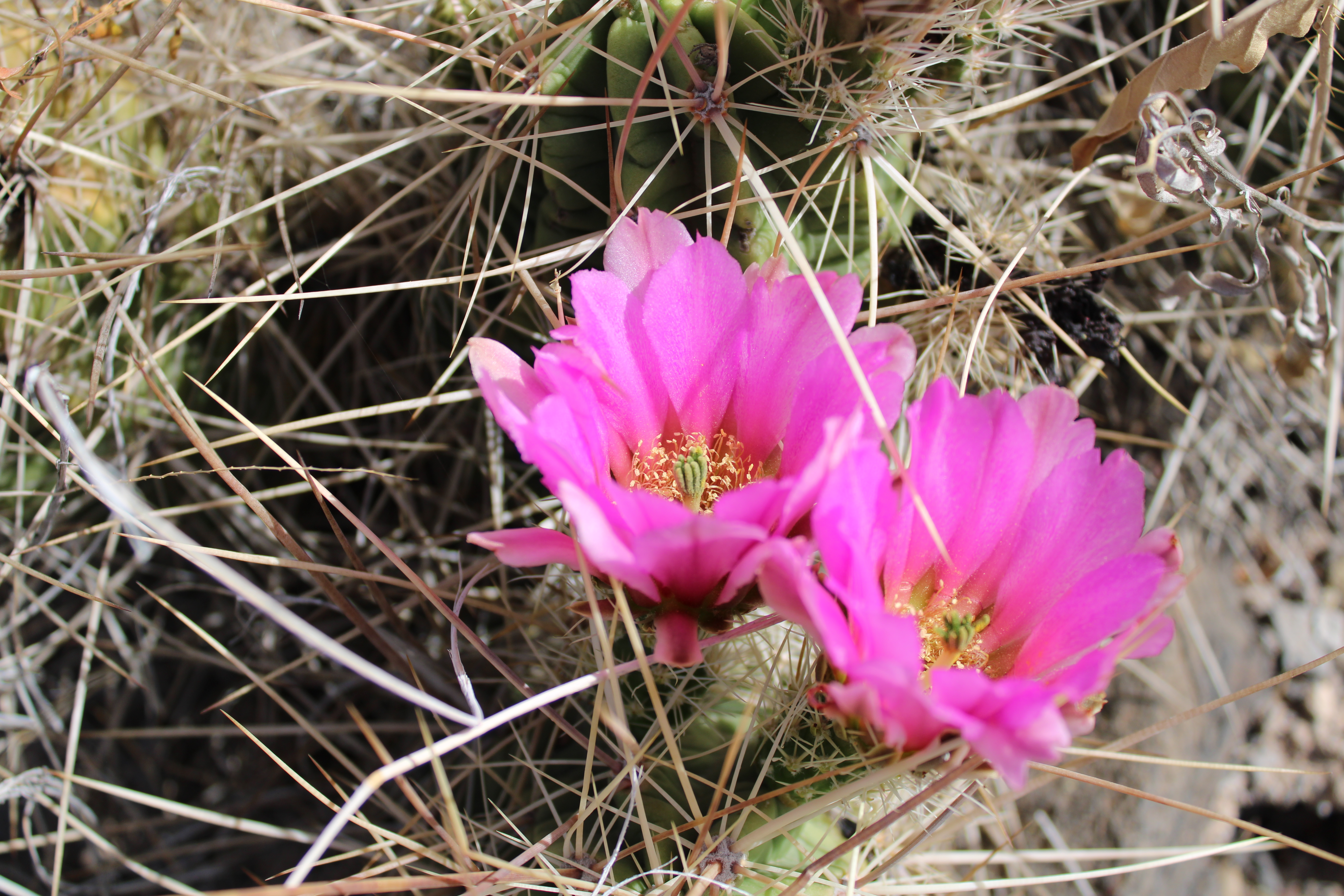
Detalle de las flores de Echinocereus enneacanthus

## Taxonomía
Echinocereus enneacanthus fue descrita por George Engelmann y publicado en Memoir of a Tour to Northern Mexico: connected with Col. Doniphan's Expedition in 1846 and 1847 111. 1848.
Etimología
Echinocereus: nombre genérico que deriva del griego antiguo: ἐχῖνος (equinos), que significa "erizo", y del latín cereus, que significa "vela, cirio", que se refiere a sus tallos columnares erizados.
enneacanthus: epíteto latino que significa "con nueve espinas".
Sinonimia
- Cereus dubius Engelm.
- Cereus enneacanthus Engelm.
- Cereus merkeri (Hildm.) A.Berger
- Echinocereus dubius (Engelm.) Engelm. ex Rümpler
- Echinocereus merkeri Hildm. ex K.Schum.
- Echinocereus sarissophorus Britton & Rose
- Echinocereus uehri Blanc ex F.Haage
- Echinocereus uspenskii F.Haage.[3]